# Jafnea fusicarpa
Jafnea fusicarpa är en svampart som först beskrevs av W.R. Gerard, och fick sitt nu gällande namn av Korf 1960. Jafnea fusicarpa ingår i släktet Jafnea och familjen Pyronemataceae.   Inga underarter finns listade i Catalogue of Life.